# Pentacalia elatoides
Pentacalia elatoides là một loài thực vật có hoa trong họ Cúc. Loài này được (Wedd.) Cuatrec. mô tả khoa học đầu tiên năm 1981.